# Nederländernas Billie Jean King Cup-lag
Nederländernas Billie Jean King Cup-lag representerar Nederländerna i tennisturneringen Billie Jean King Cup, och kontrolleras av Nederländernas kungliga tennisförbund. 

## Historik
Nederländerna deltog första gången premiäråret 1963. Laget förlorade finalen 1968 mot Australien med 0–3 och 1997 mot Frankrike med 1–4.